# MyEyes
MyEyes foi um aplicativo de streaming de vídeo que operava no Facebook. O app foi criado pela VTX Brasil, empresa especialista no desenvolvimento de projetos tecnológicos móveis. O MyEyes é gratuito e pode ser acessado por PC, laptop ou dispositivo móvel, compatível com os principais sistemas operacionais. Enquanto o vídeo é transmitido pelo app, em tempo real, outras pessoas podem utilizar o Facebook para curtir ou comentar a ação. Após o termino da sessão, as imagens permanecem na linha do tempo do autor.